# No eres tú, soy yo (álbum)
No eres tú, soy yo corresponde al segundo álbum lanzado por la banda chilena de rock, Julius Popper. Se caracteriza y diferencia por una influencia más marcada hacia el blues en comparación con su predecesor. Fue lanzado al circuito el 10 de julio de 2013, acompañado por un concierto en el teatro UdeC, -mediante el sello discográfico Plaza Independencia.

## Lista de canciones
| No eres tú, soy yo |                              |          |  |
| N.º                | Título                       | Duración |  |
| 1.                 | «Fuego lento»                | 3:28     |  |
| 2.                 | «No eres tú, soy yo»         | 3:12     |  |
| 3.                 | «José José»                  | 3:43     |  |
| 4.                 | «Insomnio asistido»          | 3:27     |  |
| 5.                 | «No eres tú, soy yo (Jorge)» | 3:02     |  |
| 6.                 | «Soda»                       | 3:16     |  |
| 7.                 | «Sol menor»                  | 5:06     |  |
| 8.                 | «Sr Mora»                    | 3:41     |  |
| 9.                 | «Eres tú»                    | 6:15     |  |
| 10.                | «La del wawo»                | 3:47     |  |
| 11.                | «Carrusel de niñas»          | 3:10     |  |

## Banda
- Alejandro Venegas - guitarra, voz
- Patricio Venegas – bajo
- Sebastián Monreal – guitarra
- Jorge Arriagada – batería
- Antonio Novoa - trompeta
- Mauricio Santos - teclados